# Unterwalden

Unterwaldens gamla vapen, som användes på 1600- och 1700-talen.

Unterwalden är en gammal kanton i mellersta Schweiz söder om Vierwaldstättersjön. Den utgörs numera av de båda halvkantonerna Nidwalden med huvudorten Stans (276 km². 35 400 inv. (2001)) och Obwalden med huvudorten Sarnen (490 km². 31 000 inv. (2001)). Unterwalden var en av urkantonerna i Schweiziska edsförbundet.